# پودلسنی
پودلسنی (انگلیسی: Podlesny) یک شهرک در شهرستان ایشیمبایسکی استان باشقیرستان کشور روسیه است.